# Neotoma bryanti bunkeri
Neotoma bryanti bunkeri is een zoogdier uit de familie van de Cricetidae. De wetenschappelijke naam van de soort werd voor het eerst geldig gepubliceerd door Burt in 1932.